# Aurelio de Córdoba
San Aurelio (del latín aurelius, dorado, valioso como el oro) (Córdoba, 825-ibídem, 27 de julio de 852) fue un cristiano, martirizado durante el califato de Abderramán II y canonizado por la Iglesia católica, junto con su esposa Santa Natalia, siendo considerados dos de los 48 Mártires de Córdoba. Su día en el santoral católico es el 27 de julio.

## Historia
Nacido en Córdoba, hijo de padre moro y madre cristiana, de familias ilustres por su linaje y riquezas; se casó con Santa Natalia.
Alrededor del año 850, el califa Adberramán II inició una persecución contra los cristianos desatada principalmente por las declaraciones de un presbítero de nombre Perfecto. Tal era esta persecución que sufrían entonces los cristianos de Córdoba, España, que debían fingir ser musulmanes si querían conservar la vida. Así se comportaban Aurelio y su mujer Natalia, al igual que Félix y su mujer Liliosa, sus primos; hasta el día en que encuentran un cristiano, montado desnudo sobre un asno y con el rostro vuelto hacia la cola del animal.  Le precedía un griterío público, ridiculizándole, y dos verdugos le escoltaban, azotándolo hasta hacerlo sangrar. A la vista de ese hombre (llamado Juan) que se deja flagelar y ridiculizar, Aurelio pensó: «He aquí un verdadero discípulo de Cristo, Aquel que nunca se avergonzó de su amor por mí, ni rehusó sufrir por salvarme».  
Vuelve a su casa transformado. Desde entonces, su esposa y él dejarán de fingir y practicarán abiertamente su fe. Ganados por su ejemplo, Félix y Liliosa, así como un monje mendicante palestino llamado Jorge, se comprometen como ellos, hasta que un día todos ellos fueron detenidos, a consecuencia de una orden dictada por el juez de la zona, por los continuos informes que recibía de sus prácticas cristianas; fueron llevados a palacio ante el juez, encarcelados y torturados para hacerles cambiar de voto. Se les concedió un plazo de cuatro días para retractarse de sus creencias cristianas, pero todos se mantuvieron firmes en su fe, por lo que se los mandó decapitar junto con Jorge (un monje que provenía de un monasterio cercano a Jerusalén), el 27 de julio de 852, día en el que la Iglesia recuerda a estos santos mártires. A Jorge inicialmente se le concedió el perdón por ser extranjero, pero denunció el islam siendo condenado junto a los matrimonios en 852.
Sobre el destino de sus cuerpos hay dos teorías. La primera indica que fueron sepultados en la Iglesia de San Fausto, hoy llamada Iglesia de San Pedro en Córdoba, aunque hay referencias de que dicha iglesia fue construida por el rey Fernando III de Castilla en el año 1236, tras la conquista de esa ciudad. Otra teoría indica que, como sus cuerpos no estaban seguros en Córdoba, el rey Carlos II de Francia, conocido como Carlos el Calvo trasladó el cuerpo de San Aurelio y la cabeza de Santa Natalia a la localidad de San Germán, en París.